# Košnica pri Celju
Košnica pri Celju – wieś w Słowenii, w gminie miejskiej Celje. W 2018 roku liczyła 574 mieszkańców. 